# أوليفر مورتون
أوليفر مورتون (بالإنجليزية: Oliver Morton)‏ هو كاتب عِلم بريطاني، ولد في 1950. مورتون هو زميل معهد هايبرد فيجور. يحمل شهادة في تاريخ وفلسفة العلوم من جامعة كامبريدج ويعيش مع زوجته في غرينتش بإنجلترا. سمي الكويكب 10716 أوليفيرمورتون باسمه.